# BETA
BETA je čistě objektově orientovaný programovací jazyk pocházející z tzv. Skandinávské školy objektově orientovaného programování, kde byl vyvinut první objektově orientovaný jazyk Simula. Z technického hlediska nabízí BETA několik unikátních vlastností. Program se skládá z kolekce objektů, které jsou instancemi vzorů. Vzor je sjednocením pojmů třída, metoda, funkce, korutina, proces a výjimka. BETA podporuje vnořené třídy a tyto třídy se staly inspirací pro vnitřní třídy v Javě. Třídy lze virtuálně definovat, podobně jako v jiných objektově orientovaných jazycích. Virtuální entity (např. metody a třídy) se nikdy nepřepisují, místo toho jsou předefinovány nebo specializovány. BETA podporuje objektově-orientovaný pohled na programování a obsahuje komplexní vybavení pro procedurální a funkcionální programování. BETA má mocné abstrakční mechanismy pro identifikaci objektů, klasifikaci a kompozici. BETA je silný typový jazyk, jako je např. Simula 67, Eiffel a C++, přičemž většina typové kontroly je prováděna v čase kompilace. BETA nerozlišuje velikost písmen.

## Příklad
Hello world:
```
(#
do 'Hello, world!' -> putLine
#)

```